# Tobias Wunderlich
Personnages
- Tobias Wunderlich (baryton)
- Sainte Barbe (soprano)
- Barbara la gitane (mezzosoprano)
- Le bourgmestre (basse)
- Fink et Wurm, conseillers municipaux (ténor et basse)
- Le greffier municipal (basse)
- Mister Brown (ténor)
- Rosenzweig, marchand d'arts (Tenor)
- Le sacristain (parlé)

Tobias Wunderlich est un opéra de Joseph Haas sur un livret de Ludwig Strecker fils sous le pseudonyme de Ludwig Andersen.

## Argument
Dans un petit village des Alpes se dresse une statue de Sainte Barbe. Après une décision du conseil local, l'œuvre doit être vendue aux enchères au plus offrant, car l'artiste n'est pas connu. Le sabotier Tobias Wunderlich essaie d'empêcher la vente aux enchères, car il souhaite que la statue soit préservée. Un riche Américain Brown offre un demi-million, alors l'objection de Wunderlich cesse et la vente aux enchères est terminée.
Après la vente aux enchères, Tobias reste déprimé dans l'église et implore un miracle. La statue lui répond, s'anime et descend de l'autel jusqu'à lui. Elle s’appelle Elisabeth Velbacherin et elle était la bonne du vieux sculpteur sur bois qui l’a immortalisée dans le bois. Elle suit Tobias pour le servir en tant que femme de chambre. Mais la disparition de la statue ne passe pas inaperçue : sur les marches de l'autel, on trouve un mouchoir qu'on croit laissé par le voleur. Brown veut qu'on lui redonne son chèque, mais il est déjà trop tard, la liaison téléphonique est interrompue. Celui qu'on soupçonne d'avoir volé la statue peut prouver son innocence. Tobias, qui est maintenant seul avec sainte Barbe dans son atelier, est inspiré de faire également un portrait d'elle. Quand le sabotier quitte son atelier, un greffier municipal vient et voit la nouvelle femme de chambre, mais Tobias le chasse de chez lui. Tobias demande à Barbe une promesse : elle ne devra pas révéler son secret à qui que ce soit, sinon elle devra retourner à son ancien lieu dans l'église.
Le miracle est connu au-delà du village qui devient un lieu de pèlerinage. Les nouveaux pèlerins sont récupérés par les villageois entreprenants. Tobias Wunderlich condamne résolument l'avidité des habitants mais ne se fait pas entendre ; seule Barbara la gitane le soutient. Après que Tobias ait fini de sculpter sa statue, elle est décorée par Barbara avec toutes sortes de fleurs colorées. On veut nommer Tobias citoyen honorifique, mais il le refuse. Alors qu'il est seul avec la statue, elle s'anime et prépare le dîner pendant que Tobias dort. Lorsque Tobias se réveille, il lui parle joyeusement de la prière au Seigneur, après quoi sainte Barbe se transforme à nouveau en statue.

## Source de la traduction
- (de) Cet article est partiellement ou en totalité issu de l’article de Wikipédia en allemand intitulé « Tobias Wunderlich » (voir la liste des auteurs).